# Grutaure
Grutaure är en sjö i Arjeplogs kommun i Lappland och ingår i Skellefteälvens huvudavrinningsområde. Sjön har en area på 3,18 kvadratkilometer och ligger 430 meter över havet. Sjön avvattnas av vattendraget Grutaurbäcken.

## Delavrinningsområde
Grutaure ingår i det delavrinningsområde (735522-156819) som SMHI kallar för Utloppet av Grutaure. Medelhöjden är 454 meter över havet och ytan är 18,2 kvadratkilometer. Räknas de 2 avrinningsområdena uppströms in blir den ackumulerade arean 27,39 kvadratkilometer. Grutaurbäcken som avvattnar avrinningsområdet har biflödesordning 2, vilket innebär att vattnet flödar genom totalt 2 vattendrag innan det når havet efter 304 kilometer. Avrinningsområdet består mestadels av skog (78 procent). Avrinningsområdet har 3,5 kvadratkilometer vattenytor vilket ger det en sjöprocent på 19,2 procent.